# Болгария на летних Олимпийских играх 2008
Болгария принимала участие в Летних Олимпийских играх 2008 года в Пекине (Китай) в двадцатый раз за свою историю, и завоевала одну золотую, одну серебряную и три бронзовые медали. Сборную страны представляли 70 участников, из которых 27 женщин.

## 01!Золото
- Гребля, женщины — Румяна Нейкова.

## 02!Серебро
- Борьба, женщины — Станка Златева.

## 03!Бронза
- Греко-римская борьба, мужчины — Явор Янакиев.
- Борьба, мужчины — Радослав Великов.
- Борьба, мужчины — Кирилл Терзиев.

## Результаты соревнований

### Академическая гребля
В следующий раунд из каждого заезда проходили несколько лучших экипажей (в зависимости от дисциплины). В финал A выходили 6 сильнейших экипажей, остальные разыгрывали места в утешительных финалах B-F.
Мужчины
| Соревнование  | Спортсмены                 | Предварительный заезд | Предварительный заезд | Предварительный заезд | Отборочный заезд | Отборочный заезд | Отборочный заезд | Четвертьфинал | Четвертьфинал | Четвертьфинал | Полуфинал | Полуфинал | Полуфинал | Финал   | Финал   | Итоговое место |
| Соревнование  | Спортсмены                 | Заезд                 | Время                 | Место                 | Заезд            | Время            | Место            | Заезд         | Время         | Место         | Заезд     | Время     | Место     | Время   | Место   | Итоговое место |
| ------------- | -------------------------- | --------------------- | --------------------- | --------------------- | ---------------- | ---------------- | ---------------- | ------------- | ------------- | ------------- | --------- | --------- | --------- | ------- | ------- | -------------- |
| двойки парные | Мартин Янакиев Иво Янакиев | 3                     | 6:45.03               | 4                     | 1                | 6:24,70          | 3 Q              | не проводится | не проводится | не проводится | 2         | 6:26,62   | 4 QB      | Финал B | Финал B | 10             |
| двойки парные | Мартин Янакиев Иво Янакиев | 3                     | 6:45.03               | 4                     | 1                | 6:24,70          | 3 Q              | не проводится | не проводится | не проводится | 2         | 6:26,62   | 4 QB      | 6:45,91 | 4       | 10             |